# Marlton (Nova Jersey)
Marlton és una concentració de població designada pel cens dels Estats Units a l'estat de Nova Jersey. Segons el cens del 2000 tenia 10.260 habitants.

## Demografia
Segons el cens del 2000, Marlton tenia 10.260 habitants, 4.097 habitatges, i 2.728 famílies. La densitat de població era de 1.222,7 habitants/km².
Dels 4.097 habitatges en un 30,7% hi vivien nens de menys de 18 anys, en un 54,3% hi vivien parelles casades, en un 9,3% dones solteres, i en un 33,4% no eren unitats familiars. En el 28,4% dels habitatges hi vivien persones soles el 7,8% de les quals corresponia a persones de 65 anys o més que vivien soles. El nombre mitjà de persones vivint en cada habitatge era de 2,49 i el nombre mitjà de persones que vivien en cada família era de 3,12.
Per edats la població es repartia de la següent manera: un 23,5% tenia menys de 18 anys, un 6,6% entre 18 i 24, un 34,8% entre 25 i 44, un 23,2% de 45 a 60 i un 12% 65 anys o més.
L'edat mediana era de 37 anys. Per cada 100 dones de 18 o més anys hi havia 91,2 homes.
La renda mediana per habitatge era de 52.271 $ i la renda mediana per família de 61.217 $. Els homes tenien una renda mediana de 46.905 $ mentre que les dones 31.798 $. La renda per capita de la població era de 25.145 $. Aproximadament el 2,1% de les famílies i el 3,5% de la població estaven per davall del llindar de pobresa.

## Poblacions més properes
El següent diagrama mostra les poblacions més properes.